# Степова ділянка (заказник)
Степова ділянка — ентомологічний заказник місцевого значення. Об'єкт розташований на території Великобілозерського району Запорізької області, в межах земель Червоної сільської ради.
Площа — 2,9 га, статус отриманий у 1990 році.